# Římskokatolická farnost Horní Hynčina
Římskokatolická farnost Horní Hynčina je jedno z územních společenství římských katolíků v děkanátu Svitavy s farním kostelem svatého Mikuláše v děkanátu Svitavy.

## Historie farnosti
Dějiny obce Pohledy jsou těsně spjaty s historií sousední Horní Hynčiny (v současnosti jsou také obě obce sloučeny v jeden správní celek). Obce byly založeny německou kolonizací olomouckého biskupa Bruna ze Schauenburka kolem roku 1270.

## Duchovní správci
Současným administrátorem excurrendo k lednu 2017 je R. D. Mgr. Pavel Michut.

## Bohoslužby
| Kostel           | Místo         | Bohoslužba (den) | Hodina | Poznámka     |
| ---------------- | ------------- | ---------------- | ------ | ------------ |
| svatého Mikuláše | Horní Hynčina | neděle           | 15.00  | Farní kostel |

## Aktivity farnosti
Každoročně se ve farnosti koná tříkrálová sbírka, v roce 2016 se při ní vybralo v obci Pohledy 8 409 korun.